# 科羅曼德
科羅曼德，新西兰北岛上的城镇，位于泰晤士北方约55公里，也是个以淘金、考里松木业繁荣一时的城镇。镇上著名的观光点，都与采矿有关，如车道小溪铁路及陶器廠、科羅曼德矿产学校内的科羅曼德矿业历史博物馆，以及科羅曼德碎矿机座等。总人口1,473 (2006年)。科羅曼德及周边地区构成法納雷區。 

## 地理

### 气候
科羅曼德气候适宜，温暖多雨，为亚热带气候。